# Водные червяги (род)
Водные червяги (лат. Typhlonectes) — род водных безногих земноводных из одноимённого семейства (Typhlonectidae).

## Описание
Общая длина представителей этого рода колеблется от 45 до 60 см. Голова большая, уплощённая (у разных видов эта уплощённость разная). Череп цельный, есть отверстия только для органов чувств. Имеют своеобразные лёгкие, но в основном дышат через кожу. Чешуя отсутствует. Щупальца расположены непосредственно позади носового отверстия. Туловище довольно уплощённое (у разных видов по-разному). Окраска сероватая, буроватая с розовыми или бежевыми оттенками.

## Образ жизни
Населяют тропические леса. Ведут преимущественно водный образ жизни, лишь иногда появляются на поверхности. Встречаются на высоте 200—1000 м над уровнем моря. Роют норы в берегах водоёмов или в почве под водой. Активны ночью. Питаются беспозвоночными, головастиками, мёртвой рыбой, побегами водных растений.

## Размножение
Это живородящие земноводные, у них внутреннее оплодотворение. Самка рождает от 2 до 11 детёнышей, которые имеют жабры в форме пластинок.

## Распространение
Обитают в бассейне Амазонки и на севере Южной Америки.

## Классификация
На октябрь 2018 года в род включают 2 вида:
- Typhlonectes compressicauda (Duméril & Bibron, 1841) — Водная червяга, или водяная червяга
- Typhlonectes natans (Fischer, 1880) — Широкоголовая червяга